# 武藤英明 (指揮者)
武藤 英明（むとう ひであき、1948年（昭和23年）11月28日 - ）は日本の指揮者。

## 経歴
長崎県雲仙市生まれ。3歳で千葉県習志野市に移る。9歳でピアノを始め、中学3年生のときに船橋吹奏楽団に所属し、トランペットを担当する。その後、桐朋学園大学に進み、斎藤秀雄、戸田邦雄、小倉朗らに学ぶ。1976年、チェコのプラハに渡り、ズデネェク・コシュラー、ヴァーツラフ・ノイマン、ヴァーツラフ・スメターチェクに師事。また、長きに亘り交流のあったスメタナ弦楽四重奏団からも多くの影響を受ける。
1986年にプラハ放送交響楽団の客演常任指揮者に就任、1990年には同団を率いて“プラハの春”国際音楽祭に出演。また、1997年以降、チェコ・フィルハーモニー管弦楽団およびプラハ合唱団を率いてドイツ、オランダ、ベルギーへ演奏旅行を行い、その公演回数は現在までに100回を超える。1995年にはフランクフルト放送交響楽団を指揮。同年カーネギー・ホールにてベートーヴェン：交響曲第9番「合唱付き」を演奏する。特に現在まで拠点を置くチェコやスロヴァキアにおいては、これまでにカルロビ・ヴァリ交響楽団を除く全てのオーケストラを指揮している。
1986年のサントリーホール・オープニングシリーズにおいてプラハ放送交響楽団を指揮して日本デビューを果たすと、さらにスロヴァキア・フィルハーモニー管弦楽団(1987年、1999年・スロヴァキア・フィル創立50年記念)、プラハ放送交響楽団（1992年、1994年）、スイス・ルツェルン交響楽団(2007年)など、度々ヨーロッパのオーケストラを率いて来日したほか、室内オーケストラの宝庫でもあるチェコやスロヴァキアからターリッヒ室内管弦楽団、チェコ国立パルドゥビツェ室内管弦楽団、スロヴァキア・フィル室内合奏団等々と定期的に来日公演を続けている。
日本のオーケストラでは、札幌交響楽団、日本フィルハーモニー交響楽団、読売日本交響楽団、新日本フィルハーモニー交響楽団、名古屋フィルハーモニー交響楽団、広島交響楽団、九州交響楽団など、多くのオーケストラを指揮。特に名古屋フィルハーモニー交響楽団とは強い信頼関係を築いており、これまでに首席客演指揮者（1996-1998）、客演常任指揮者（1998-2001）、客演指揮者（2001-2005）を10年にわたって歴任したほか、2004年には同団を率いて2度目となる“プラハの春”国際音楽祭に出演している。また、東京ハルモニア室内オーケストラの常任指揮者（1998～2003）を務め、その間、チェコ共和国の首都プラハを始め、主要都市での演奏旅行や、1999年にはNHK ETV特集「島にオーケストラがやって来た（父島・母島コンサート）」に出演。2020年 東京オリンピック閉会式ではロンドン・フィルハーモニーとリリースしたCD《世界に冠たる日本のマーチ》の中から、古関裕而作曲「オリンピックマーチ」が使用され、前回大会より半世紀余りの時を越え、聞く人々に多くの感動をもたらせた。また、アマチュアオーケストラにも度々客演し、2018年、東京大学管弦楽団との国内演奏旅行を指揮するなど、市民や青少年オーケストラの育成指導にも積極的に取り組んでいる。

## ディスコグラフィ
- Beethoven Synfonie Nr.9 d-moll op 125 「An die Freude」 (スロヴァキア・フィル　Sop. H. Tvrda   Alt .B..Warterova   Ten V.Okenko   Bar. J. Sluzenko 1999年12月１日　ライヴ録音)
- Mozart Piano Concertos D minor, A Major (1996年) - (ターリヒ室内管弦楽団)
- Dvořák Serenade E Major Janáček Suite for String Orchestra（1997）-（ターリヒ室内管弦楽団）
- 名古屋フィルハーモニー交響楽団ライヴシリーズ1（2005年2月23日発売）-（2004年プラハの春音楽祭における名古屋フィルとの ドヴォルザーク作曲交響曲第8番ライブ録音）
- 「行進曲」-世界に冠たる日本のマーチ-（2018年12月19日発売）-（ロンドンフィル）
- モーツァルト交響曲第41番「ジュピター」&交響曲第40番（2007年12月12日発売）-（チェコフィル)

## 主な著作
- スメタナ弦楽四重奏団が語るクヮルテットのすべて（1998年、音楽之友社）

## 出演作品
- 『八月の叫び』 - 1995映画 - 譲二 役
- 『のだめカンタービレ 新春スペシャル in ヨーロッパ - 2008年ドラマ
- 『のだめカンタービレ 最終楽章』 - 2009～2010年映画
- 『ミンヨン 倍音の法則』 - 2014年映画

## エピソード
- 1976年、師であるコシュラーからは初対面の際、次のように言われたという「私はあなたのためにオーケストラを提供することは一切できない」、続けて「他人から与えられたチャンスでは周囲の人間からも、とやかく言われてしまうものなのだ」、そして「自分の手で掴み取ったチャンスを活かしてこそ、初めて周囲からも認められるものである」、ただし「私の練習や録音（チェコ・フィルは当時、練習非公開が原則だったが例外が認められ）、更にオペラの稽古から本番に至るまで自由に見て聴いて、其処から学び取って欲しい」、また「疑問に感じたこと、質問事項があれば何なりと訊いてくれて構わない」、そして「少しでも早く指揮をする機会を自分で作り出してもらいたい。その折、私は客席から見聞し、その結果からあなたにとって最も重要且つ必要なアドヴァイスをすることができるはずである」と告げられ、指揮を学ぶということの意味合いを改めて考えさせられたという。

- 1983年、当時プラハ日本人学校(1980年開校、小中一貫9学年・全日制)の校長であった中澤儀則の委嘱を受け、同校の校歌を作曲。

- 日本のテレビや映画業界とも縁が深く、1995年にはチェコと日本を舞台にNHKハイビジョンドラマ『八月の叫び』において日本人チェリスト役で出演し、大竹しのぶと共に主演を務めたほか、2008～2010年にはフジテレビ制作『のだめカンタービレ 新春スペシャル in ヨーロッパ』および映画『のだめカンタービレ 最終楽章』においてオーケストラ指揮指導を行った[1]。また、2013年4月28日にフジテレビ系列で放送された『ほこ×たて』「究極の体内時計 3分対決」に「指揮者」として出演。対戦相手は落語家の林家たい平、ボクシング選手の渡部あきのり、ロンドン五輪10000m代表の新谷仁美、内職のプロの4名が選ばれたが、その際「体内に音楽的なメトロノームが入っている」と語り、優勝した。また、2010年に日本テレビ系列『チェコ・プラハ紀行』でもナビゲーターとして出演したほか、VOLVOのテレビCMを始め、[6]更に2014年には佐々木昭一郎脚本・演出の映画『ミンヨン 倍音の法則』にも出演[1]している。この映画に寄せ「地球が誕生して以来、過去に於ける最も強大な音は、恐らく6600万年ほど前、ユカタン半島へ衝突した巨大隕石との、その際の衝撃音ではないでしょうか。しかしこの頃は未だ人類は存在していません。では地球上に人類が登場し、その人類に依って造り出された音の中で、最も巨大でしかも邪悪に満ちた音は？それは核爆弾の爆発音なのだと思います。また反対に最も聖なる音は？それはW.A.・モーツァルトの造り出した音、それに違いありません」とコメントしている。